# Ribbeck (Meteorit)
Koordinaten: 52° 37′ 0″ N, 12° 45′ 0″ O
Der Meteoritenfall von Ribbeck ereignete sich am 21. Januar 2024 um 01:32:38 MEZ, kurz nachdem der Asteroid 2024 BX1 von dem ungarischen Astronomen Krisztián Sárneczky entdeckt wurde. Es handelt sich hierbei um den achten Fall, dass ein Asteroid erst kurz vor dem Eintreten in die Erdatmosphäre entdeckt wurde. Die helle Feuerkugel wurde von zahlreichen Augenzeugen beobachtet.

## Meteoritenfunde
Tage nach dem Eintreten des Asteroiden in die Atmosphäre wurden mehrere Meteorite auf den Feldern um Ribbeck gefunden, die mutmaßlich vom Asteroiden 2024 BX1 stammen. Zuerst entdeckten polnische Meteoritensucher am 25. Januar 2024 die Fragmente des Asteroiden und fanden unter anderem ein Bruchstück mit einer Masse von 171 Gramm. In den darauffolgenden Tagen wurden weitere Teile geborgen: Unter anderem organisierten das Museum für Naturkunde und das Deutsche Zentrum für Luft- und Raumfahrt (DLR) Suchaktionen, bei denen weitere Fragmente des Meteoriten gefunden wurden; auch der Arbeitskreis Meteore fand mehrere Bruchstücke.
Insgesamt wurden 203 Bruchstücke mit einer Gesamtmasse von 1,8 kg gefunden. Das Streufeld befindet sich südlich der Ortschaften Ribbeck, Berge und Lietzow und besitzt eine Ausdehnung von 10 mal 1,5 Kilometern.

## Analyse
Analysen von Materialproben einiger Meteroitenfragmente mit Hilfe einer Elektronenstrahlmikrosonde belegten, dass es sich bei dem Meteoriten um einen Aubriten handelt, eine relativ seltene Form von Steinmeteoriten. Diese sind reich an Magnesium und Silizium. Der Ribbeck-Meteorit besitzt außerdem einen hohen Anteil an Feldspaten.
Die frisch gefundenen Meteoritenstücke wiesen einen intensiven Geruch von Schwefelwasserstoff auf, der an faule Eier erinnert.
Das Alter des Mutterkörpers, der aus dem Asteroidengürtel zwischen Mars und Jupiter stammt, wird auf 4,5 Milliarden Jahre geschätzt. Demnach ereigneten sich im All mehrere Kollisionen, die schließlich dazu führten, dass Trümmer aus ihrer Umlaufbahn gestoßen wurden und in Richtung Erde flogen.

## Öffentliche Ausstellung
Die Ribbeck-Meteoriten werden seit dem 12. März 2024 im Museum für Naturkunde in Berlin ausgestellt. Ein weiteres Stück ist seit dem 8. Juni 2024 auch im Planetarium Wolfsburg zu sehen, ebenso im Astronomiemuseum der Sternwarte Sonneberg.

## Bilder

Ein Fragment von 14,76 g (Probe AKM01A)
Ein Fragment von 2,95 g (Probe AKM03A)
Fluoreszierender „Ribbeck“-Meteorit im UV-Licht mit λ = 365 nm (Probe AKM03C)
Frisch gefundener Meteorit (Probe AKM08)
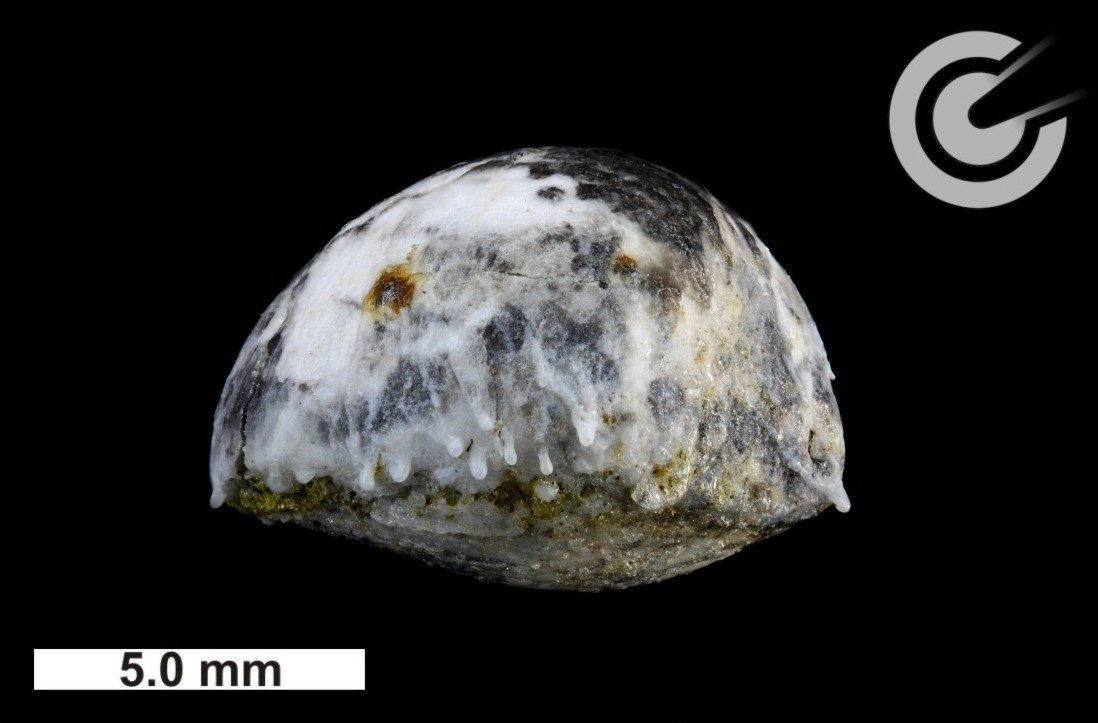
Flugorientiertes Individual ("Bullet", Seitenansicht mit Roll-Over Lip und Schmelztropfen, Probe F159)
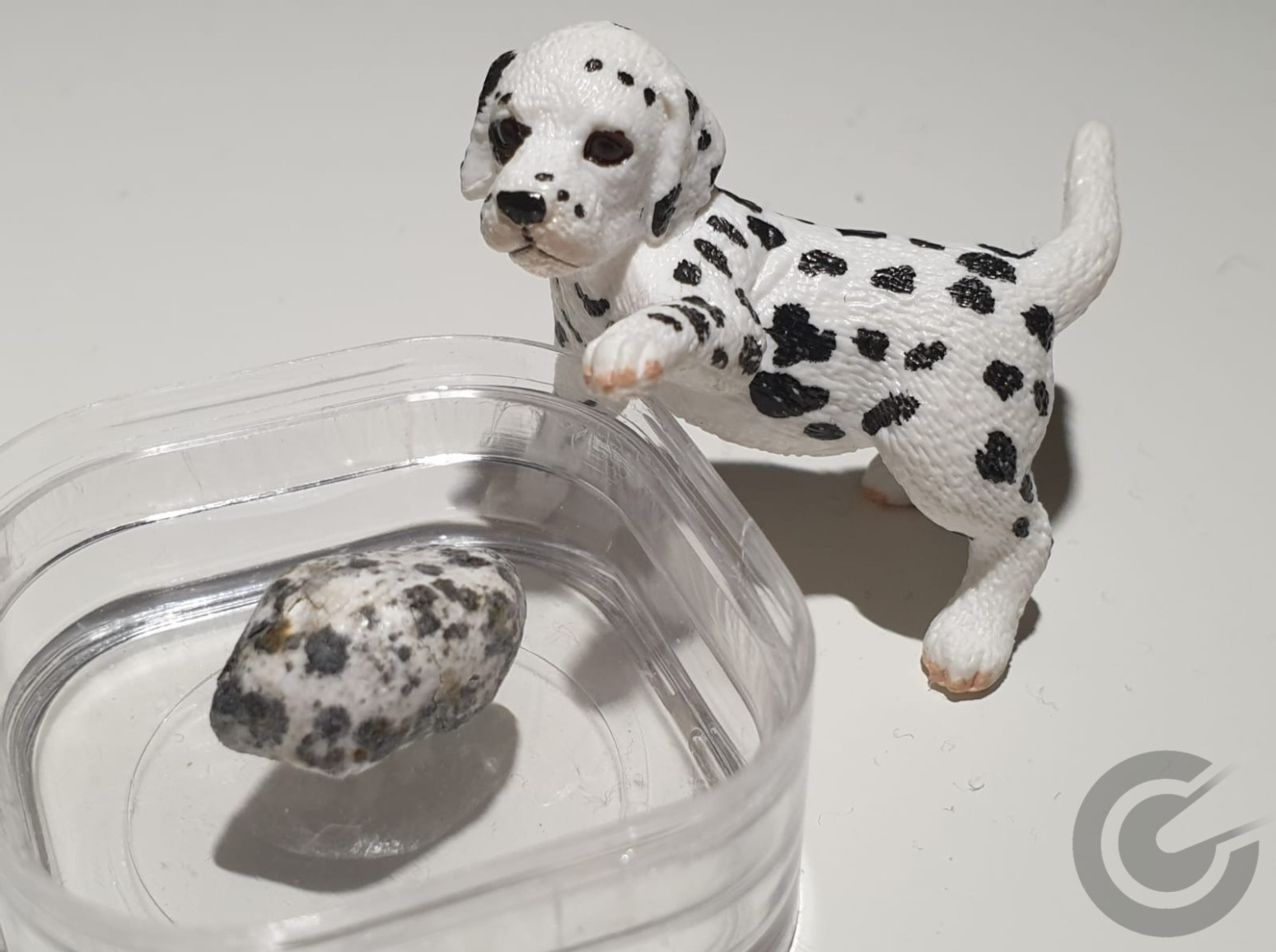
Ribbeck Meteorit mit atypischer Färbung ("Dalmatiner-Stein") sowie einem Dalmatiner-Modellspielzeug zur Illustration
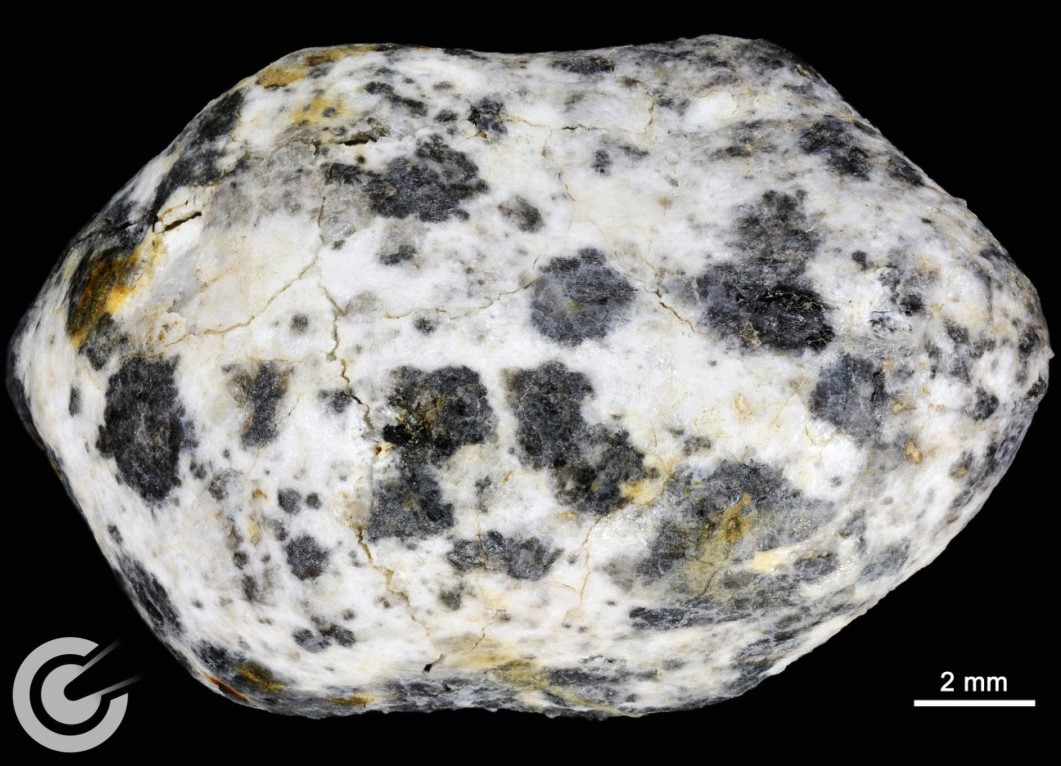
Ribbeck Meteorit mit atypischer Färbung ("Dalmatiner-Stein", Probe F69)
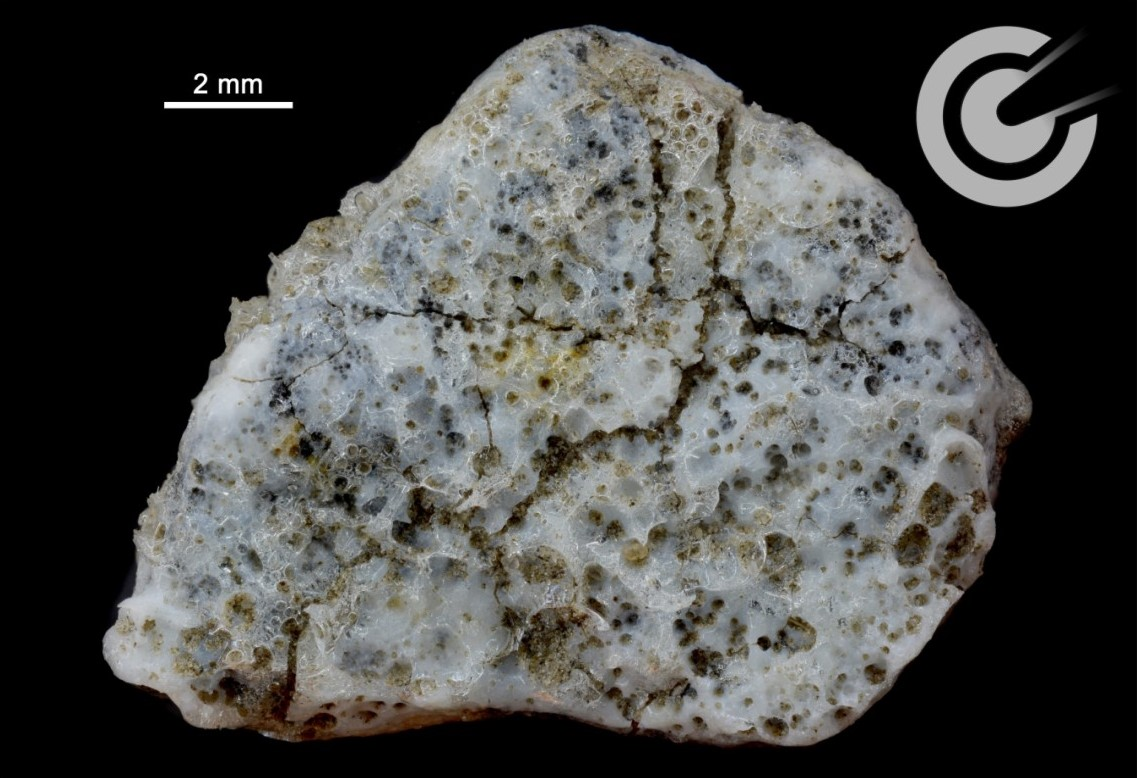
Individual mit heller, glasschaumartiger Schmelzkruste (flugabgewandte Seite, Probe F82)
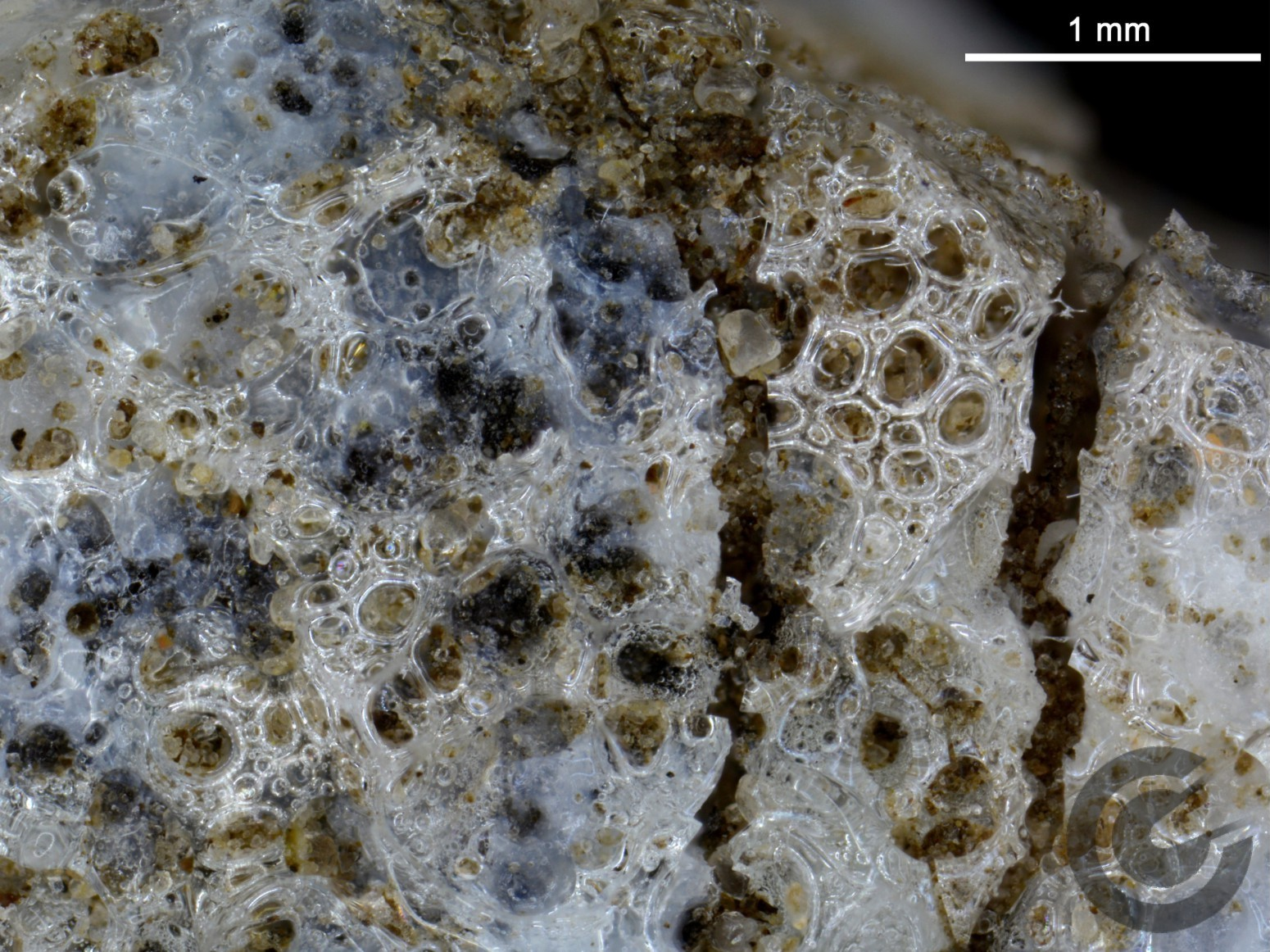
Detailansicht des hellen Individuals mit der schaumigen Schmelzkruste (Probe F82)
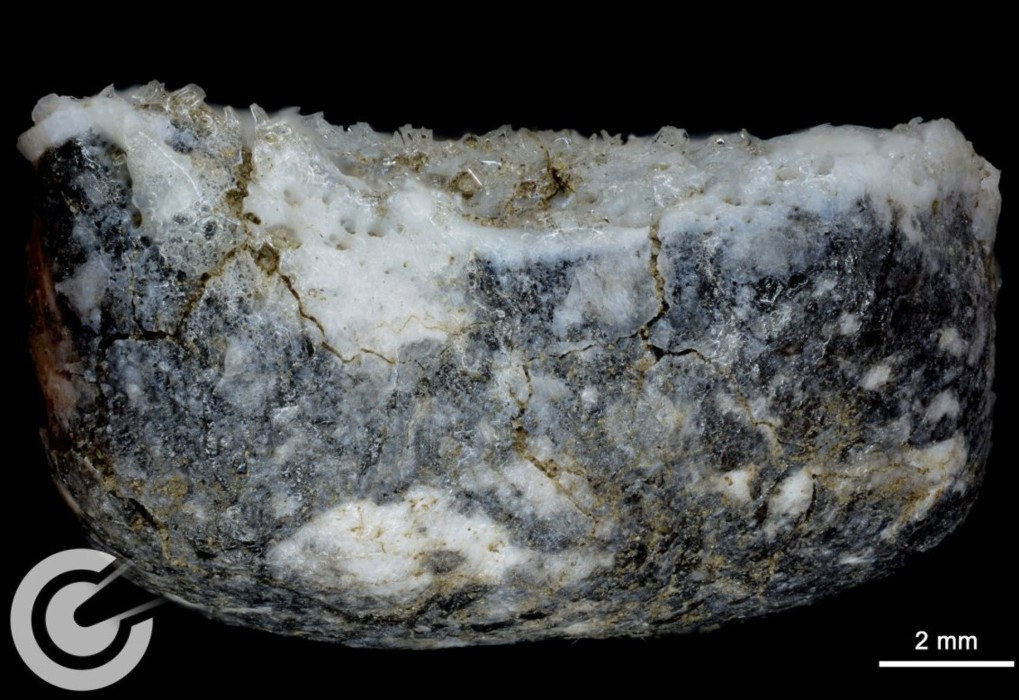
Flugorientierter Ribbeck Meteorit, (Seitenansicht von Probe F82)
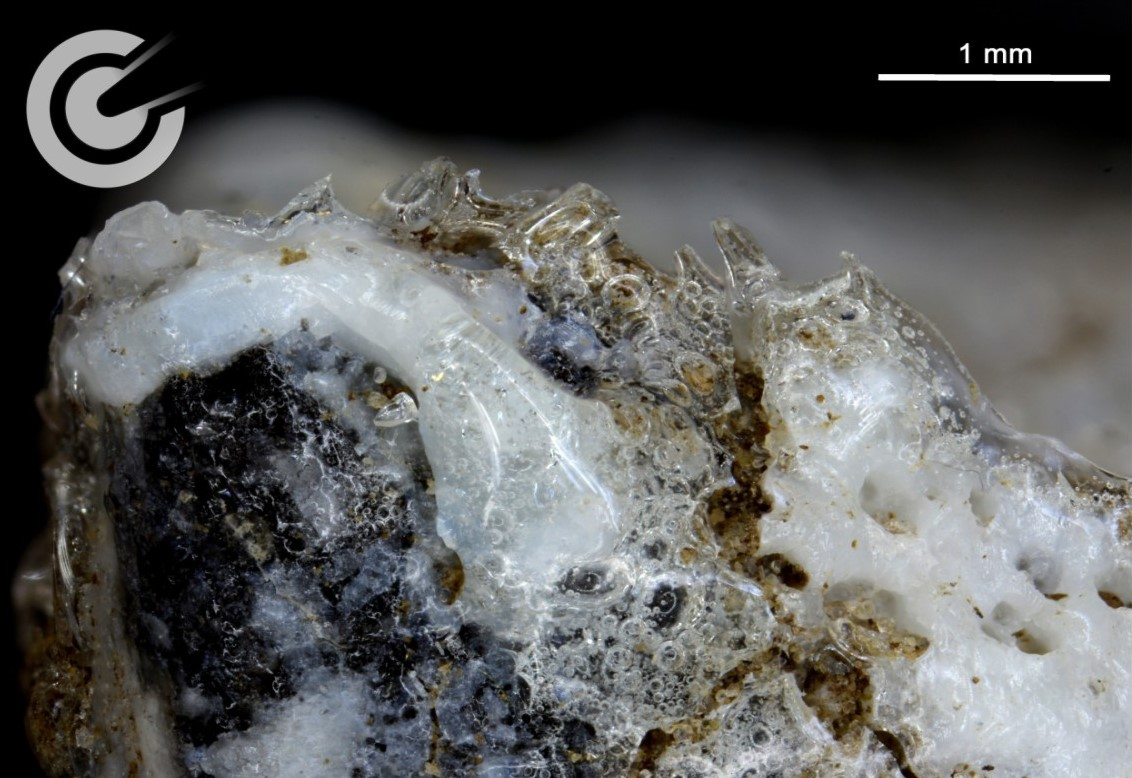
Detailansicht des flugorientierten Individuals (Probe F82)